# غريغوري تاكر
غريغوري تاكر (بالإنجليزية: Gregory Tucker)‏ هو محامي وسياسي أمريكي، ولد في 3 أغسطس 1957 في مونتغمري في الولايات المتحدة. حزبياً، نشط في الحزب الديمقراطي. وقد انتخب عضو مجلس ولاية فيرجينيا الغربية.